# Campeonato Asiático de Judo de 2000
El XIV Campeonato Asiático de Judo se celebró en Osaka (Japón) entre el 26 y el 28 de mayo de 2000 bajo la organización de la Unión Asiática de Judo.
En total se disputaron dieciséis pruebas diferentes, ocho masculinas y ocho femeninas.

## Resultados

### Masculino
| Evento            | Oro                          | Plata                           | Bronce                                                         |
| ----------------- | ---------------------------- | ------------------------------- | -------------------------------------------------------------- |
| –60 kg            | Tatsuaki Egusa Japón         | Aidyn Smagulov · Kirguistán     | Hyun Seung-Hoon Corea del Sur Dorzhpalamyn Narmandaj Mongolia  |
| –66 kg            | Yukimasa Nakamura Japón      | Kim Hyung-Ju Corea del Sur      | Pürevdorjiin Nyamljagva Mongolia Mansur Jumaev Uzbekistán      |
| –73 kg            | Kenzo Nakamura Japón         | Asjat Shajarov · Kazajistán     | Seo Yoon-Seok Corea del Sur Andrei Shturbabin Uzbekistán       |
| –81 kg            | Kazem Sarijani Irán          | Ruslan Seiljanov · Kazajistán   | Tsend-Ayuushiin Ochirbat Mongolia Makoto Takimoto Japón        |
| –90 kg            | Yoon Dong-Sik Corea del Sur  | Kamol Muradov Uzbekistán        | Xu Zhiming China Masatoshi Tobitsuka Japón                     |
| –100 kg           | Park Sung-Keun Corea del Sur | Tomokazu Inoue Japón            | Armen Bagdasarov Uzbekistán Yen Kuo-Che China Taipéi           |
| +100 kg           | Yasuyuki Muneta Japón        | Viacheslav Berduta · Kazajistán | Kang Eui-Kei Corea del Sur Mahmud Reza Miran Irán              |
| Categoría abierta | Tatsuhiro Muramoto Japón     | Mahmud Reza Miran Irán          | Yeldos Ijsangaliyev · Kazajistán · Mijail Sokolov · Uzbekistán |

### Femenino
| Evento            | Oro                          | Plata                           | Bronce                                                       |
| ----------------- | ---------------------------- | ------------------------------- | ------------------------------------------------------------ |
| –48 kg            | Atsuko Nagai Japón           | Gao Lijuan China                | Cha Hyon-Hyang Corea del Norte Galina Atayeva Turkmenistán   |
| –52 kg            | Yuko Isozaki Japón           | Chen Bishan China               | Kim Kyung-Ok Corea del Sur Shih Pei-Chun China Taipéi        |
| –57 kg            | Kie Kusakabe Japón           | Jishigbatyn Erdenet-Od Mongolia | Shen Jun China Ri Myong-Hwa Corea del Norte                  |
| –63 kg            | Jung Sung-Sook Corea del Sur | Ji Kyong-Sun Corea del Norte    | Olga Artamonova · Kirguistán · Keiko Maeda · Japón           |
| –70 kg            | Masae Ueno Japón             | Dorjgotovyn Tserenjand Mongolia | Cho Min-Sun Corea del Sur Liang Zhenxia China                |
| –78 kg            | Yin Yufeng China             | Mizuho Matsuzaki Japón          | Sambuuguiin Dashdulam Mongolia Nasiba Surkiyeva Turkmenistán |
| +78 kg            | Tong Wen China               | Kim Seon-Young Corea del Sur    | Gulnara Kusherbayeva · Kazajistán · Mayumi Yamashita · Japón |
| Categoría abierta | Sun Fuming China             | Choi Sook-Ie Corea del Sur      | Lee Hsiao-Hung China Taipéi Midori Shintani Japón            |

## Medallero
| Núm. | País            | Oro | Plata | Bronce | Total |
| ---- | --------------- | --- | ----- | ------ | ----- |
| 1    | Japón           | 9   | 2     | 5      | 16    |
| 2    | Corea del Sur   | 3   | 3     | 5      | 11    |
| 3    | China           | 3   | 2     | 3      | 8     |
| 4    | Irán            | 1   | 1     | 1      | 3     |
| 5    | Kazajistán      | 0   | 3     | 2      | 5     |
| 6    | Mongolia        | 0   | 2     | 4      | 6     |
| 7    | Uzbekistán      | 0   | 1     | 4      | 5     |
| 8    | Corea del Norte | 0   | 1     | 2      | 3     |
| 9    | Kirguistán      | 0   | 1     | 1      | 2     |
| 10   | China Taipéi    | 0   | 0     | 3      | 3     |
| 11   | Turkmenistán    | 0   | 0     | 2      | 2     |
|      | TOTAL           | 16  | 16    | 32     | 64    |